# Agoudal (krater)
Agoudal – pozostałość krateru uderzeniowego położona w Maroku. Krater został silnie zerodowany, pozostał po nim jedynie obszar występowania stożków zderzeniowych.
Stożki zderzeniowe utworzone w jurajskich wapieniach marglistych zajmują obszar około 0,15 km² i stanowią pozostałość struktury, która mogła mieć 1–3 km średnicy. Tempo erozji w górach Atlasu pozwala ocenić, że krater ten musiał powstać nie wcześniej niż 1,25–3,75 miliona lat temu, pomiędzy jurą a czwartorzędem.
W okolicy miejscowości Agoudal 105 ± 40 tysięcy lat temu miał miejsce deszcz meteorytów żelaznych. Wydarzenie to mogło utworzyć jeden lub więcej małych kraterów (<100 m średnicy), które zostały od tamtego czasu całkowicie zerodowane. Elipsa rozsiania częściowo zachodzi na obszar, w którym występują opisane wyżej struktury, jest to jednak tylko przypadkowa zbieżność. Oprócz niezgodności wieku, tak małe upadki nie powodują powstania stożków zderzeniowych.